# Cécilia Gabizon
Cécilia Gabizon est une journaliste française, fondatrice de l'école de journalisme School Media Maker .

## Biographie
Née à Londres[réf. nécessaire], Cécilia Gabizon est diplômée de l'ESSEC. Dans les années 1990, elle couvre l'Amérique latine et surtout le Brésil pour les radios (France Culture, RTL, Europe 1, RTBF, RSR)  et journaux francophones dont Le Figaro et Le Temps. En 2001, elle rejoint la rédaction du Figaro.
Elle a fait partie du Haut Conseil à l'intégration.

## Médias

### Radio
Cécilia Gabizon débute à la radio à la fin des années 1990 à France Culture dans l'émission Voix du Silence, une émission sur les droits de l'Homme produite par Antoine Spire.[réf. nécessaire]
Elle est correspondante au Brésil jusqu'en 2001 de RTL, Europe 1, La RTBF, RSR, Radio Canada et depuis 2014, elle est chroniqueuse régulière de l'émission Les Informés sur France Info.

### Presse
Après des débuts comme pigiste pour Libération et l'AFP (Lisbonne), elle intègre la rédaction du Figaro, au Brésil, puis à Paris, au service Société comme grand reporter, spécialiste des questions liées à l'islam, à la laïcité et à l'immigration.[réf. nécessaire]
Rédactrice en chef de Madame Figaro digital, où certaines de ses pratiques ont été contestées, puis directrice générale de StreetPress, elle est en 2017 responsable de La Parisienne, version féminine et mobile du Parisien.
En 2020, elle devient vice-présidente et chief content officer de l'agence de presse ETX Studio.

### Publication
En 2006, elle publie avec Johan Weisz l'ouvrage OPA sur les Juifs de France : Enquête sur un exode programmé, 2000-2005 aux éditions Grasset, consacré au malaise des Français de confession juive. 
Le livre rencontre un certain écho dans la presse,.
Le Monde, notamment, dans son édition du 15 mai 2006, regrette « le titre un rien tapageur » de l'ouvrage, mais reconnaît une « enquête féconde » : « Gabizon et Weisz ne se contentent pas d'explorer cette frange du judaïsme qu'on appelle « communautaire ». Ils vont également à la rencontre de ce qu'on pourrait nommer le « judaïsme d'en bas », celui des « petites gens » et des « cages d'escalier miteuses » ».

### Télévision
- Elle a travaillé à la rédaction nationale de France 3 jusqu'en 1996 avec Henri Sannier, puis comme reporter et parfois auteur sur plusieurs documentaires[réf. nécessaire]

## École de journalisme School Media Maker
En 2012, elle fonde une école de journalisme gratuite, la Street School, pour promouvoir la diversité dans les rédactions ; rebaptisée[Quand ?] School Media Maker, elle est labellisée Grande École du numérique. Elle forme des jeunes étudiants à Paris et Marseille.